# Derovatellus olofi
Derovatellus olofi is een keversoort uit de familie waterroofkevers (Dytiscidae). De wetenschappelijke naam van de soort is voor het eerst geldig gepubliceerd in 1991 door Franciscolo & Sanfilippo.